# ФК Панатинаикос
ФК Панатинаикос (грч. Π.Α.Ε. Παναθηναϊκός) је грчки Фудбалски клуб из Атине. Основан је 1908. и такмичи се у Суперлиги Грчке и један је од најстаријих и најуспешнијих клубова у Грчкој фудбалској историји. Клуб је освојио 20 титула Грчког шампионата, 20 Грчког купа и 3 Суперкупа Грчке. Навијачи овог клуба су познати као Гејт 13 и у братским односима су са навијачима Динама из Загреба.

## Грб и боја
Грб и боја су први пут употребљени 1919. када је играч Михалис Папазоглу из Константинопоља предложио да клуб усвоји зелену боју и детелину (грч. Tριφύλλι - Trifylli) као грб, као што је користио његов бивши клуб из Калкедоне. Опрема је зелене и беле боје, али је бела понекад искључена или се користи као алтернатива.
Током првих година након одређивања зелене као примарне боје Панатинаикоса, играчи су носили зелене мајице, беле шортсеве и зелене чарапе. Од тада, стил опреме се много пута мењао али је зелена увек остала примарна боја клуба.
Два нова дреса (домаћи и гостујући) су представљени 6. јануара 2008. поводом обележавања сто година од оснивања клуба.

### Историја опреме Панатинаикоса
| 1924 | 1934 | 1938 | 1949 | 1955 | 1967 | 1971 |

| 1985 | 1992 | 1997 | 1999 | 2008 |

## Трофеји
- Суперлига Грчке: 20[4][5]
  - 1930, 1949, 1953, 1960, 1961, 1962, 1964, 1965, 1969, 1970, 1972, 1977, 1984, 1986, 1990, 1991, 1995, 1996, 2004, 2010.
- Куп Грчке: 20[6]
  - 1940, 1948, 1955, 1967, 1969, 1977, 1982, 1984, 1986, 1988, 1989, 1991, 1993, 1994, 1995, 2004, 2010, 2014, 2022, 2024.
- Суперкуп Грчке: 3[7]
  - 1988, 1993, 1994.
- Балкански куп: 1
  - 1978.

## Европска такмичења
- Финале купа европских шампиона 1970/71.

## Састав у сезони 2011/12.
| Бр. |             | Позиција | Играч                   |
| --- | ----------- | -------- | ----------------------- |
| 2   | Грчка       | О        | Јуркас Сеитаридис       |
| 3   | Шпанија     | О        | Хосу Саријеги           |
| 4   | Француска   | О        | Жан-Ален Бумсонг        |
| 5   | Сенегал     | О        | Седрик Канте            |
| 6   | Шпанија     | С        | Витоло                  |
| 7   | Грчка       | С        | Сотирис Нинис           |
| 8   | Грчка       | О        | Јоргос Јоанидис         |
| 9   | Шпанија     | Н        | Точе                    |
| 10  | Грчка       | С        | Лазарос Христодулопулос |
| 11  | Аргентина   | Н        | Себастијан Лето         |
| 17  | Португалија | С        | Зека                    |
| 18  | Шведска     | О        | Матијас Бјерсмир        |
| 22  | Грчка       | С        | Стергос Маринос         |
| 23  | Мозамбик    | С        | Симао Мате Жуниор       |
| 24  | Грчка       | О        | Лукас Винтра            |

| Бр. |        | Позиција | Играч               |
| --- | ------ | -------- | ------------------- |
| 25  | Грчка  | Г        | Стефанос Коцолис    |
| 26  | Грчка  | С        | Јоргос Карагунис    |
| 27  | Грчка  | Г        | Орестис Карнезис    |
| 28  | Грчка  | Н        | Антонис Петропулос  |
| 29  | Грчка  | С        | Костас Кацуранис    |
| 31  | Грчка  | О        | Никос Спиропулос    |
| 33  | Грчка  | Г        | Александрос Табакис |
| 34  | Грчка  | С        | Спирос Фурланос     |
| 35  | Грчка  | С        | Харис Мавријас      |
| 36  | Грчка  | С        | Сотирис Леонтиу     |
| 38  | Бразил | Н        | Клејтон             |
| 39  | Грчка  | О        | Христос Мелисис     |
| 40  | Грчка  | Г        | Стефанос Капино     |
| 44  | Грчка  | С        | Анастасиос Лагос    |